# Amélie
Amélie je ženské křestní jméno germánského původu. Variantou je jméno Amálie. Někdejší zkrácenina jmen začínajících na Amal - (Amalberga aj.), znamená "pracovitá". (Amal bylo jméno východogótské královské rodiny). Jmeniny má 10. července.
Domácí podoby jména: Amálka, Mála, Málka, Ameli, Amélka, Amy, Ami, Mel, Meli, Mia

## Známé nositelky
- Amelia Andersdotter, švédská politička
- Amelia Bloomer, americká feministka
- Amelia Earhart, americká letkyně a feministka
- Amelia Okoli, nigerijská skokanka na lyžích
- Amelia Warner, irská herečka
- Amelia Vega, Miss Universe 2003 z Dominikánské republiky
- Amelie Beese, německá letkyně
- Amelie Chabannes, francouzská umělkyně
- Amelie Delagrange, francouzská oběť vraždy
- Amelie Kober, německá snowboardistka
- Amelie-les-crayons, francouzská zpěvačka
- Amélie Linz, německá spisovatelka
- Amélie Mauresmo, francouzská tenistka
- Amélie Plume, švýcarská spisovatelka
- Amélie de Beauharnais – francouzská šlechtična 19. století

## Fiktivní nositelky
- Nezbedná Amelia Jane, z dětských knížek od spisovatelky Enid Blyton
- Amelia, upírka z filmu Underworld
- Amelia Bedelia, hlavní postava z knih of Peggy Parish
- Amelia Bones, postava ze série o Harrym Potterovi
- Amelia Louise McBride, hlavní postava v grafické knize Amelia Rules od Jimmyho Gownleyho.
- Amelia Mignonette Grimaldi Thermopolis Renaldo, hlavní postava knih určených pro dívky od Meg Cabotové Deníky princezny
- Amelia Peabody, hlavní postava ze série mysteriozních knih od Elizabeth Peters
- Amelia Sedley, postava v knize Vanity Fair of Williama Thackeraye
- Amélie Poulain, postava z filmu Amélie z Montmartru
- Amelia Pond, postava ze seriálu Pán času
- Amélie, titulní postava opery Amélie jde na ples